# ЕПр
ЕПр (електропоїзд для регіональних ліній) - серія електропоїздів, які експлуатує Білоруська залізниця на регіональних лініях (маршрути Мінськ-Барановичі-Мінськ, Барановичі-Брест-Барановичі і Мінськ-Орша-Мінськ). Електропоїзди серії ЕПр виробляються швейцарською компанією Stadler Rail AG і відносяться до сімейства моторвагонних рухомих складів Stadler FLIRT.
Білоруські залізниці 19 березня 2010 уклали контракт на поставку 4 електропоїздів ЕПр для регіональних ліній. Виробництво електропоїздів здійснюється на заводі компанії Stadler Rail AG в місті Буснанг, Швейцарія. Станом на 16 лютого 2012 року надано чотири електропоїзди серії ЕПр
На відміну від серії ЕПг, вагони укомплектовані м'якими сидіннями з підлокітниками, скомпонованими за схемою «два + два».
Обслуговування електропоїздів, так само, як і поїздів міських ліній, здійснюється в моторвагонному депо Мінськ-Північний.